# Sahanske, Rozdilna
Sahanske (în ucraineană Саханське) este un sat în comuna Țebrîkove din raionul Rozdilna, regiunea Odesa, Ucraina.

## Demografie
Componența lingvistică a localității Sahanske
     Ucraineană (88,38%)
     Română (6,71%)
     Rusă (3,44%)
     Alte limbi (0,16%)
Conform recensământului din 2001, majoritatea populației localității Sahanske era vorbitoare de ucraineană (88,38%), existând în minoritate și vorbitori de română (6,71%), rusă (3,44%) și armeană (1,31%).